# Ceryx sambavana
Ceryx sambavana là một loài bướm đêm thuộc phân họ Arctiinae, họ Erebidae.